# Touch (album d'Amerie)
Pour les articles homonymes, voir Touch.
Albums de Amerie
All I Have Because I Love It
Touch est le second album de la chanteuse américaine de R&B Amerie, qui est sorti le 26 avril 2005 aux États-Unis. Deux singles ont été exploités. Le premier fut 1 Thing, qui s'est alors classé #1 dans le classement R&B du Billboard et qui existe également en version remixée avec la participation de la rappeuse Eve. Ensuite fut commercialisé Touch, titre que lui a concocté le producteur Lil Jon. L'album a d'abord débuté à la 5e place dans le Top Albums américain avec un cumul de 124 000 copies écoulées en première semaine. Dans la foulée, Amerie a décroché l'award du "Club Banger of the Year" (Meilleur titre club de l'année) remis par le magazine VIBE pour 1 Thing. L'album est certifié disque d'or (pour une mise en rayon de 500 000 copies) après quatre mois d'exploitation. Amerie a également reçue deux nominations aux Grammy Award, dont celle du "Meilleur Album R&B" en 2006.

## Liste des chansons
| #  | Titre                                         | Producteur(s)                                                                                      | Durée |
| -- | --------------------------------------------- | -------------------------------------------------------------------------------------------------- | ----- |
| 1  | "1 Thing"                                     | Amerie Rogers, Rich Harrison, Stanley Walden                                                       | 3:58  |
| 2  | "All I Need"                                  | Amerie Rogers, Dexter Wansel, Rich Harrison                                                        | 3:10  |
| 3  | "Touch"                                       | Amerie Rogers, Craig Love, James "L Roc" Phillips, Lil Jon, LaMarquis Mark Jefferson, Sean Garrett | 3:38  |
| 4  | "Not the Only One"                            | Amerie Rogers, Andre Gonzalez, Bryce Wilson, Makeda Davis, Simon Johnson                           | 3:45  |
| 5  | "Like It Used to Be"                          | Amerie Rogers, Rich Harrison                                                                       | 3:39  |
| 6  | "Talkin' About"                               | Amerie Rogers, Rich Harrison                                                                       | 4:20  |
| 7  | "Come with Me"                                | Rich Harrison                                                                                      | 3:34  |
| 8  | "Rolling Down My Face"                        | Amerie Rogers, Rich Harrison, Roy Ayers                                                            | 3:33  |
| 9  | "Can We Go" (featuring Carl Thomas)           | Amerie Rogers, Carl Thomas, Bink, Maurice White, Philip Bailey                                     | 3:29  |
| 10 | "Just Like Me"                                | Amerie Rogers, Dre & Vidal, Audiovent, Ryan Toby, Sunshine Anderson, Dre & Vidal                   | 3:46  |
| 11 | "Falling"                                     | Amerie Rogers, Red Spyda                                                                           | 4:58  |
| 12 | "1 Thing" (Remix featuring Eve)               | Amerie Rogers, Eve, Rich Harrison, Stanley Walden                                                  | 4:18  |
| 13 | "Why Don't We Fall in Love" (Richcraft Remix) | Rich Harrison                                                                                      | 3:36  |

- Bonus de l'édition européenne

Sortie le 16 mai 2005
14. "Man Up" (featuring Nas) (Nas, Simon Johnson, Andre Gonzales, Yummy Bingham, Michael Quatro, L. Kinshkon) – 3:38
- Bonus de l'édition japonaise

Sortie le 27 avril 2005
14. "I'm Coming Out" – 3:31
- Bonus de l'édition DualDisc

Sortie le 15 juillet 2005
Le DualDisc contient un DVD sur lequel on retrouve :
1. Une interview
2. Un making-of du tournage des clips de 1 Thing et Touch
3. Le clip de 1 Thing
4. Le clip de Touch (featuring T.I.)
5. Le titre Man Up (featuring Nas)
6. Le titre Touch (remix featuring T.I.)

## Classements
| Pays           | Meilleure position |
| -------------- | ------------------ |
| Allemagne      | 91                 |
| Australie      | 57                 |
| États-Unis     | 5                  |
| États-Unis R&B | 3                  |
| Europe         | 100                |
| France         | 59                 |
| Japon          | 13                 |
| Pays-Bas       | 70                 |
| Royaume-Uni    | 28                 |
| Suisse         | 83                 |